# Пельше, Виктория Робертовна
Виктория Пельше (род. 26 декабря 1936, Москва) — латвийский советский скульптор.

## Биография
Виктория Пельше родилась в Москве. До 1951 года жила в «Доме на набережной».
Отец будущего скульптора академик Роберт Андреевич Пельше был основателем Латвийского института фольклора и этнографии.
С 1951 года живёт в Риге (Латвия). После окончания 13-й средней школы, в 1954—1959 годах — училась в Рижском политехническом институте. Получив диплом инженера, три года работала в Норильске.
С 1962 по 1967 год учиться на отделении скульптуры Латвийской академии художеств под руководством Народного художника Латвийской ССР Эмиля Мелдериса. Одновременно с учёбой работает преподавателем Рижского индустриального политехникума.
С 1968 по 1992 год работала на комбинате декоративного искусства «Максла». Создаёт произведения мелкой пластики из фарфора.
С 1972 года — член союза художников Латвийской ССР.
В 2003 году режиссёр документального кино Дмитрий Завильгельский снял с участием Виктории Робертовны фильм «Этнография сновидений» в котором рассказывается о трагической истории монумента «Легенда».

## Творчество
Один из ведущих мастеров своего жанра в Латвии. Работы Виктории Пельше в настоящее время украшают парки и сооружения Риги и других городов бывшего СССР, находятся в коллекциях современного искусства (Государственного музея изобразительного искусства в Риге, Третьяковской галереи в Москве, Музее Людвига в Кёльне и др). Работы Виктории Пельше находятся также в частных коллекциях в Латвии, США, Франции, Германии, Австрии и России.
Дружила и работала с Эрнстом Неизвестным.

## Избранные монументальные работы
- Скульптура «Леопарды» в парке Виестура в Риге (1967)
- Барельеф «Покорение Сибири Ермаком» для железнодорожного вокзала в Тобольске (Россия) (1970)
- Скульптура «Даугава» у Рижского пассажирского морского вокзала (1972)
- Горельеф «Лето» для пансионата Госснаба СССР в Москве (Россия) (1974)
- Горельеф «Молоко» для завода сухого молока в Краславе (1977)
- Барельеф «Сыр» для сырзавода в Прейли (1978)
- Скульптура «Человек и космос» для Останкинского телецентра в Москве (Россия) (1980) — признана лучшей скульптурной работой 1980 года
- Горельефы «Играющие львы» для жилого дома. Рига, ул. Бривибас, 104 (1982)[6]
- Скульптура «Легенда» («Байкал и Ангара») для Северобайкальска (Россия) (1987)[7]

## Участие в выставках
С 1962 года участвует в профессиональных скульптурных выставках.
- 1962 — 5-я выставка работ молодых художников Латвии, Рига
- 1963 — республиканская выставка изобразительного искусства, Рига
- 1972 — квадриеннале скульптуры «Рига-72», Рига
- 1976 — квадриеннале скульптуры «Рига-76», Рига
- 1978 — выставка латвийского искусства в Марокко и Польше
- 1979 — 3-я выставка скульптуры малых форм, Рига
- 1980 — художественная ярмарка Art Frankfurt (ФРГ)
- 1980 — квадриеннале скульптуры «Рига-80», Рига
- 1982 — 4-я выставка скульптуры малых форм, Рига
- 1981 — выставка латвийского искусства в Доме художника, Москва
- 1983 — 1-я Всесоюзная выставка скульптуры, Москва
- 1984 — квадриеннале скульптуры «Рига-84», Рига
- 1986 — ретроспективная выставка латвийской скульптуры, Юрмала
- 1991—2001 — участие в выставках русских художников Латвии, Рига
- 1994 — художественная ярмарка Art Stokholm (Швеция)

С 1995 — постоянный участник выставок латвийского искусства в Германии и Испании.
- 1999 и 2000 — выставки скульптуры малых форм в Рижской галерее (Rīgas galerija), Рига
- 2001 — выставка к 800-летию христианства в Армении в Доме Черноголовых, Рига
- 2002 — выставка портретов (совместно с А. Никитиным и А. Степаняном) в галерее Nellija («Нелли»), Рига
- 2015 — персональная выставка в зале Rietumu banka (Рига, улица Весетас, 7)[8]
- 2019 — выставка в галерее Rietumu совместно с Артуром Никитиным, Рига[9]

Персональные выставки скульптора состоялись в Риге (1976, 1980, 1987, 1999, 2000, 2002) и Юрмале (1987).